# Крейчи, Ярослав
Я́рослав Кре́йчи (чеш. Jaroslav Krejčí; 27 июня 1892[…], Кржеменец — 18 мая 1956[…], Леополдов, Трнавский край) — чехословацкий и чешский государственный и политический деятель, юрист. Второй председатель Конституционного суда Чехословацкой Республики, а в годы нацистской оккупации — премьер-министр Протектората Богемия и Моравия.

## Биография

### Ранние годы
Окончил гимназию в Угерске-Градиште, после чего окончил юридический факультет Карлова университета и в 1916 году получил степень доктора права. В 1915 году женился на Зденке Дудовой, в браке родился сын Ярослав (младший) (1916—2014) — политик, социал-демократ, участник антинацистского сопротивления с ведома отца.

### Первая Республика
После образования независимого Чехословацкого государства стал государственным служащим. В период с 1918 по 1920 год работал в областном политическом управлении в Брно, позднее — старшим профсоюзным советником в президиуме правительственной канцелярии в Праге. В период с 1921 по 1938 год занимал должность секретаря Конституционного суда. В 1928 году стал членом Чешского областного представительства, в 1936 году представителем президиума совета министров в юридическом совете.
В том же году стал доцентом в области конституционного права на юридическом факультете Масарикового университета в Брно, где преподавал гражданское право, а через два года досрочно получил степень профессора. В своё время он был одним из наиболее признанных чехословацких специалистов по конституционному праву и принадлежал к числу последователей Брненской школы права. В своих работах он сосредоточил внимание на отношениях между отдельными ветвями государственной власти и правительства, особенно размышляя о позиции Конституционного суда, но постепенно разочаровался в чистом конституционализме и выступал за принятие законов, передающих полномочия парламента правительству.
10 мая 1938 года стал вторым председателем Конституционного суда Чехословакии, заменив на этом посту Карла Баксу, который скончался на своём посту в этом же году 5 января.

### Вторая Республика
После падения Первой Республики и формирования Второй Чехословацкой Республики стал министром юстиции в правительстве Рудольфа Берана. 

### В годы немецкой оккупации
После оккупации и создания Протектората Богемии и Моравии также занимал должность министра юстиции во втором правительстве Рудольфа Берана, правительстве Алоиса Элиаша, в своём собственном правительстве и в правительстве Рихарда Бинерта.
После бегства из страны министра сельского хозяйства Ладислава Карела Фейерабенда, в период с 26 января по 3 февраля 1940 года был исполняющим обязанности министра сельского хозяйства.

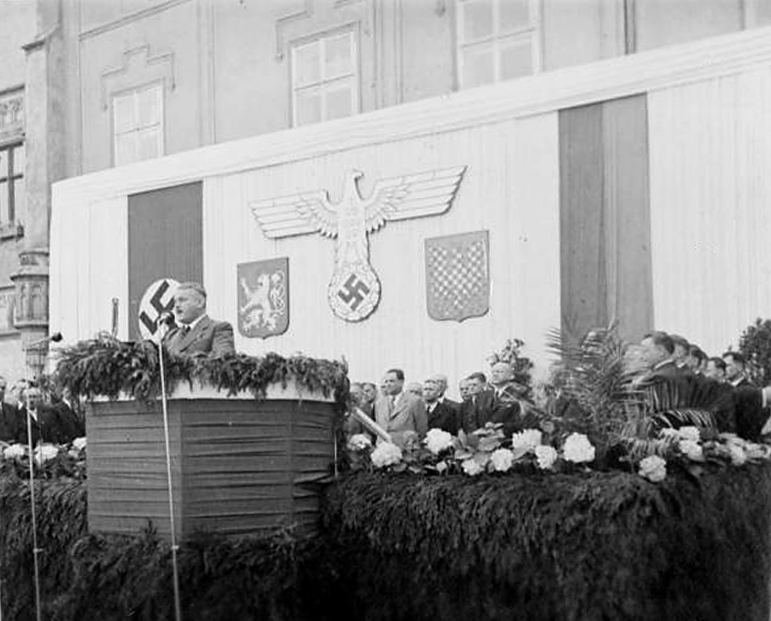
Я. Крейчи произносит речь в Таборе

После ареста председателя правительства Алоиса Элиаша и его отставки 29 сентября 1941 года, был назначен исполняющим обязанности председателя правительства. Новое правительство было сформировано Крейчи и назначено президентом Гахой 19 января 1942 года. Принадлежал к ближнему кругу президента Гахи, который в своём политическом завещании в 1943 году, рекомендовал Крейчи своим преемником на посту президента Протектората. Был награждён протекторатной наградой – Орлом Святого Вацлава первой степени с золотым венком.
19 января 1945 года ушёл с поста председателя правительства, однако вошёл в кабинет Рихарда Бинерта.

### После войны
Был арестован после освобождения Чехословакии. 31 июля 1946 года, после трехмесячных, часто драматических слушаний, Национальный суд вынес решения против некоторых членов правительства протектората, в том числе Ярослава Крейчи. Прокурор Франтишек Тржицкий требовал для него смертной казни, но суд в итоге приговорил его к 25 годам лишения свободы за коллаборационизм.
Правительство прокомментировало приговоры 6 августа 1946 года, оно не скрывало своего разочарования по поводу «слабых» приговоров, но уважало независимость суда и законность его приговора. С этим согласилась некоммунистическая пресса, но в течение нескольких недель Коммунистическая партия требовала пересмотра приговора и ужесточения наказания.
Остаток жизни провел в тюрьмах Праги, Пльзеня, Мирова и Леопольдова, откуда в 1956 году был переведен по причине ухудшения здоровья в тюремную больницу Панкрац, где и скончался. Урна с прахом сначала находилась у его жены, а после её смерти 9 апреля 1976 года его прах был развеян вместе с её прахом на Виноградском кладбище в Праге.

## Интересные факты
Перед Второй мировой войной Ярослав Крейчи купил для своих родителей одноэтажную кирпичную виллу на Ломенской улице в деревне Ладви недалеко от Праги. В 1946 году после приговора вилла была конфискована. С 1950-х годов Министерство внутренних дел использовала её как конспиративную виллу, а с марта по июль 1966 года в ней тайно скрывался Эрнесто Че Гевара.

## В культуре
- В компьютерной игре Hearts of Iron IV является лидером чехословацких фашистов[8].